# Deathcore
Deathcore är en musikstil som har växt fram som en blandning av death metal, hardcore och i vissa fall även metalcore, och är en blandning av snabba dubbelkaggar med hardcoreinfluerat trumspel. Precis som i dödsmetallen används sångtekniken growl, ett avgrundsvrål. 
Texterna i deathcore-musiken är mycket varierad med allt från våld, gore, hat, religion och humor, till vardagliga saker.

## Historia
Genren började som en blandning mellan klassisk dödsmetall och thrash, praktiserat av de amerikanska banden Repulsion, Suffocation och Dying Fetus med flera. Senare började hardcore-band från Kalifornien bli influerade av dödsmetallen, och resultatet blev någon sorts blandning mellan de båda stilarna. Blood, ett sådant dödsmetall-influerat hardcore-band från Tyskland, släppte en demoskiva som hette just "Deathcore". Kalifornien har kallats deathcorens "inofficiella hemstad", på grund av de tidiga och många banden inom genren, samt de många och populära festivalerna som förekommer i staten.
Precis som i hardcore började "hardcore-dans" utföras på många deathcore-konserter, en sorts våldsam dans i takt till musiken, som vanligen innebär att slänga knutna nävar fram och tillbaka genom dansgolvet.

## Deathcoreband
- All Shall Perish
- As Blood Runs Black
- Bring Me the Horizon
- Caliban
- Carnifex
- Chelsea Grin
- Despised Icon
- Emmure
- In the Midst of Lions
- Job for a Cowboy
- Kreon
- Oceano
- Rose Funeral
- Suffokate
- Suicide Silence
- The Red Chord
- The Red Shore
- Upon a Burning Body
- Whitechapel
- We Butter The Bread With Butter
- Who Saw Her Die?
- Martyr defiled
- Molotov solution